# Bajram Nebihi
Bajram Nebihi (* 5. August 1988 in Titova Mitrovica, SFR Jugoslawien) ist ein deutscher Fußballspieler.

## Karriere
Nebihi emigrierte 1993 mit seiner Familie aus dem Kosovo nach Deutschland und ist gelernter Maschinen- und Anlagenführer. Seine ersten fußballerischen Erfahrungen machte er beim FC Grün Weiss Ingolstadt, bevor er in die Jugend des FC Ingolstadt 04 ging. Im Jahr 2005 wechselte Nebihi zum SSV Jahn Regensburg, wo er mit der A-Jugend in der Bundesliga spielte. Im darauffolgenden Jahr verpflichtete ihn der Bayernligist TSV Aindling. Dort entwickelte sich Nebihi zum Stammspieler im Mittelfeld. Nach einem erfolgreichen Jahr in der Bayernliga wechselte er 2007 zum Zweitligisten FC Augsburg, wo er jedoch nur in der Reserve eingesetzt wurde.
2008 verließ er Deutschland und wechselte in die Iranian Pro League zu Zob Ahan Isfahan. Dort blieb er jedoch ohne Einsatz und kehrte nach Ablauf seines Vertrags nach Deutschland zurück, wo er sich im Sommer 2009 dem Drittligisten Wacker Burghausen anschloss.
Für Burghausen gab Nebihi am 2. Spieltag der Saison 2009/10 beim 1:0-Auswärtssieg gegen Holstein Kiel sein Profidebüt. Nach nur einer Spielzeit bei Wacker Burghausen trainierte Nebihi zur Probe beim türkischen Meister Bursaspor. Dort bekam er einen Vertrag, der aber aufgelöst wurde, nachdem die Gehälter nicht mehr gezahlt wurden. In der Hinrunde 2011/12 spielte er in der 7. Liga für den TSV Ampfing, wo er allerdings nicht überzeugen konnte (1 Tor in 4 Spielen). In der Rückrunde spielte er in der 6. Liga für den TSV Landsberg (5 Tore in 10 Spielen). Zur Saison 2012/13 kehrte Nebihi zur Reserve des FC Augsburg zurück. In Augsburg zeigte er auf Anhieb ausgezeichnete Leistungen und konnte seine Torgefährlichkeit in der 2. Mannschaft unter Beweis stellen. Dank seiner überzeugenden Auftritte unterzeichnete Nebihi Ende März 2013 bei den Augsburgern einen Profi-Vertrag über drei Jahre. Allerdings kam er auch in der Folgesaison 2013/14 nur in der FCA-Reserve zum Einsatz, deshalb wechselte er im Juni 2014 in die 2. Bundesliga zum 1. FC Union Berlin.
Nachdem er bei der Union kein einziges Mal in der Saison 2015/16 zum Einsatz gekommen war, wechselte er zum Drittligisten Stuttgarter Kickers.
Nach dem Abstieg mit den Kickers in die Regionalliga verließ er den Verein im Sommer 2016 und wechselte zum finnischen Erstligisten FC Inter Turku. Nach nur einem halben Jahr in der Veikkausliiga ging er im Januar 2017 nach Thailand zu Ubon United in die Thai League und nach Saisonende 2017 zu Ligarivale Port FC. Von Port wurde er zum Ligakonkurrenten Chiangrai United ausgeliehen. Hier erzielte er in der Hinserie in 15 Spielen drei Tore. Zur Rückserie wurde er an den Chonburi FC verliehen. Hier erzielte er drei Tore in 14 Einsätzen.
2019 wechselte er in den Kosovo in die Stadt Suhareka, wo er einen Vertrag bei KF Ballkani unterschrieb. Der Verein spielt in der höchsten Liga des Landes, der IPKO Superliga. Im gleichen Jahr ging er im August nach Albanien. Hier unterschrieb er einen Vertrag bis Jahresende bei KS Flamurtari Vlora. Für den Verein aus Vlora spielte er siebenmal in der ersten Liga, der Kategoria Superiore. Anfang 2020 wechselte er nach Malaysia und schloss er sich dem in der ersten Liga, der Malaysia Super League, spielenden Selangor FA II an. Coronabedingt absolvierte Nebihi dort im November 2020 sein letztes Pflichtspiel und war seit Sommer 2021 vereinslos. Ende September verpflichtete ihn der Hamburger Oberligist SV Curslack-Neuengamme. Doch schon im Januar 2022 zog es Nabihi weiter zum Bezirksligisten ETSV Hamburg und stieg mit ihm in die Landesliga Hansa auf. Anschließend war er ein Jahr ohne Verein, bis er sich im Sommer 2023 dem Bezirksligisten Klub Kosova Hamburg anschloss.